# 竹內涼真
竹內涼真（日语：／ Takeuchi Ryoma，1993年4月26日—），本名竹内崚（たけうち りょう），是日本男演員、模特兒。出生於東京都。所屬經紀公司為Horipro。畢業於立正大學地球環境科學部地理學科。

## 演出作品

### 電視劇
- 車家的人（2013年10月－11月，富士電視台） - 飾演 車涼真
- 假面騎士Drive（2014年10月5日－2015年9月27日，朝日電視台） - 飾演 泊進之介 / 假面騎士Drive（聲）
- 手裏劍戰隊忍忍者VS假面騎士Drive 春假合體1小時特別篇（2015年3月29日，朝日電視台） - 主演 泊進之介 / 假面騎士Drive（聲）（與西川俊介雙主演）
- 下町火箭（2015年10月18日－12月20日，TBS） - 飾演 立花洋介
- 澄和堇（2016年2月5日－3月25日，朝日電視台） - 飾演 辻井健人
- 临床犯罪学者 火村英生的推理 第7~10話（2016年2月28日 - 3月20日，日本電視台） - 飾演 鬼塚龍三
- 穿越時空的少女（2016年7月9日－8月6日，日本電視台） - 飾演 淺倉吾朗
- THE LAST COP（2016年10月8日 - 12月10日，日本電視台） - 飾演 若山省吾
- 雛鳥（2017年6月5日－9月，NHK） - 飾演 島谷純一郎
- 過度保護的加穗子（2017年7月12日－9月，日本電視台） - 飾演 麥野初
- 陸王（2017年10月15日－12月24日，TBS） - 飾演 茂木裕人
- 黑色止血鉗（2018年4月22日－6月24日，TBS電視台）- 飾演 世良雅志
  - 黑色止血鉗2（2024年7月7日－9月15日，TBS電視台）
- 下町火箭 2（2018年10月14日－12月23日，TBS電視台） - 飾演 立花洋介
- 忒修斯之船 （2020年1月19日－3月22日，TBS日曜劇場）- 飾演 田村心
- 太阳不会动 日食篇（2020年5月24日－6月28日，WOWOW）- 飾演 田冈亮
- 與你在世界終結之日 （2021年1月17日－2022年4月1日，日本電視台、Hulu）- 飾演 間宮響
  - 特別篇（2022年2月25日）
- 六本木Class（2022年7月7日－9月29日，朝日電視台）- 飾演 宮部新
- 犯罪分子的告密3种面孔的嫌疑人（2023年3月24日，東京電視台）- 飾演 元村周太
- 落日（2023年9月10日－10月1日，WOWOW）- 飾演 立石力輝斗
- Believe－為你架起的橋梁－（2024年4月25日－6月20日，朝日電視台）- 飾演 黑木正興
- 狱警之道 (2025年6月21日，朝日電視台）- 飾演 宗方明宏

### 電影
- IN THE HERO（日语：イン・ザ・ヒーロー）（2014年9月6日，東映）
- 假面騎士×假面騎士 Drive & 鎧武 MOVIE大戰 Full Throttle（2014年12月13日，東映） - 飾演 泊進之介 / 假面騎士Drive（聲）（與佐野岳雙主演）
- 超級英雄大戰GP 假面騎士3號（2015年3月21日，東映） - 飾演 泊進之介 / 假面騎士Drive（聲）
- 劇場版 假面騎士Drive Surprise Future（2015年8月8日，東映） - 飾演 泊進之介 / 假面騎士Drive（聲）
- 假面騎士×假面騎士 Ghost & Drive 超MOVIE大戰 Genesis（2015年12月12日，東映） - 飾演 泊進之介 / 假面騎士Drive（聲）（與西銘駿雙主演）
- 青空吶喊（日语：青空エール#映画）（2016年8月20日，東寶） - 飾演 山田大介
- 假面騎士平成Generations Dr.Pac-Man對EX-AID&Ghost with 傳說騎士（2016年12月10日，東映） - 飾演 泊進之介 / 假面騎士Drive（聲）
- 帝一之國（2017年4月29日，東寶） - 飾演 大鷹彈
- LAST COP THE MOVIE（2017年5月3日，松竹） - 飾演 若山省吾
- 老師君主（2018年8月1日，東寶）-飾演 弘光由貴
- POKÉMON 名偵探皮卡丘（2019年5月10日） - 飾演 赤紅、提姆日語配音[1]
- 在時間停止的世界相遇（2019年9月20日、KADOKAWA） - 飾演 淺見一生
- 彬與瑛（2022年8月26日、東寶） - 飾演 山崎瑛
- 與你在世界終結之日 FINAL（2024年1月26日、東寶） - 飾演 間宮響
- 10DANCE（2025年、Netflix）- 飾演 鈴木信也

### 網路劇
- 10日間で運命の恋人をみつける方法（2014年，BeeTV） - 飾演 野宮
- d Video特別篇 假面騎士4號（2015年3月28日~4月4日，東映） - 飾演 泊進之介 / 假面騎士Drive（聲）
- 临床犯罪学者 火村英生的推理 Another Story3（2016年4月3日，Hulu） - 飾演 鬼塚龍三
- 與你在世界終結之日（Hulu） - 飾演 間宮響
  - Season2（2021年3月21日 - 4月25日）
  - Season3（2022年2月25日 - 4月1日）
  - Season4（2023年3月19日）
- 人中之龍～Beyond the Game～（2024年10月25日 - 11月1日，Amazon Prime Video） - 飾演 桐生一馬

### Original Video
- 假面騎士Chaser（2016年4月20日） - 飾演 泊進之介 / 假面騎士Drive（聲）
- 假面騎士Heart/假面騎士Mach（2016年11月16日） - 飾演 泊進之介

### CM
- 日清食品「合味道」SURVIVE! 就職氷河期編（2014年）
- 萬代「仮面ライダーチョコビスケットボール」（2015年）

### 寫真集
- Ryomania（2015年7月31日，主婦之友社（日语：主婦の友社））ISBN 978-4074123698
- 1mm（2017年7月22日，集英社）ISBN 978-4087808186
- Ryoma Takeuchi（2018年7月12日，MAGAZINE HOUSE）ISBN 978-4838730094

| 前任： 佐野岳 （假面騎士鎧武） | 日本假面騎士系列主騎士演員 假面騎士Drive 2014年10月5日-2015年9月27日 | 繼任： 西銘駿 （假面騎士Ghost） |

## 獎項
2017年 第94回日劇學院賞 助演男優賞（『過保護小姐』）
2018年 第26回橋田獎 新人賞
2020年 第104回日劇學院賞 主演男演員獎（『忒修斯之船 (漫畫)』）

## 外部連結
- 竹内涼真的X（前Twitter）
- 竹内涼真的Instagram帳戶
- 竹内涼真的Facebook專頁（日語）
- horipro官網竹內涼真介紹 （页面存档备份，存于）（日語）